# Berbice (rzeka)
Berbice – rzeka we wschodniej Gujanie, uchodząca do Oceanu Atlantyckiego. Liczy 563 lub 595 km długości.
Rzeka wypływa w południowej części kraju, płynie w kierunku północnym przez gęsto zalesione tereny. Do oceanu uchodzi za miastem New Amsterdam, gdzie znajduje się największy port na tej rzece. Żeglowna dla małych jednostek pływających na długości około 160 km. Głównym dopływem jest Canje. Dorzecze ma stosunkowo niewielką powierzchnię, gdyż z obu stron Berbice otaczają płynące równolegle do niej rzeki Essequibo na zachodzie i Courantyne na wschodzie.
Na obszarze wzdłuż rzeki rozwinięty jest przemysł drzewny i wydobywczy (diamenty, boksyty), nad dolnym odcinkiem rzeki – rolnictwo (trzcina cukrowa, ryż, owoce).
Nad rzeką istniała dawniej holenderska kolonia Berbice, która na początku XIX wieku przeszła pod władanie brytyjskie; w 1831 roku włączona do Gujany Brytyjskiej.